# Candidate for Goddess
The Candidate for Goddess (яп. 女神候補生 мэгами ко:хосэй, досл. «Курсанты для Богинь») — неоконченная манга Юкиру Сугисаки и такая же неоконченная аниме-адаптация, выпущенная в 2000-ом году студией Bandai (при поддержке Production I.G). В 2002-ом вышла также односерийная OVA, считающаяся 13-й серией аниме и являющаяся, по сути, кратким пересказом сериала от лица одного из персонажей. В рецензии Anime Academy отмечается, что персонажи данной истории — смесь наиболее типичных клише. Имеются героиня с горячей головой, и молчаливая девушка подобная Рей Аянами, и милая девушка-кошка.

## Сюжет
В войне предшествующей событиям описанным в манге, люди потеряли все свои планеты, кроме последней — Сиона. Ввиду этого, основная масса людей вынуждена селиться в колониях, построенных в открытом космосе. После окончания войны, на последнюю планету человечества начинают нападать создания неизвестной природы, названные Виктимами. Для защиты от них создаются роботы, названные «Богинями». Управлять ими могут лишь некоторые подростки мужского пола, в возрасте от 14 до 16 лет. Также, существует единственная девушка-пилот, но каким образом она получила своё место — никому неизвестно. История повествует о кадете Зеро поступившем в академию пилотов, дабы осуществить свою мечту — стать пилотом белой Богини, когда-то спасшей его колонию.

## Персонажи
Зеро Энна (яп. 苑名 零 Энна Дзэро) — кадет за номером 88. Его настоящее имя — «Рей» (другое прочтение иероглифа «零»), но в его родной колонии это имя считали странным и называли его именно «Зеро». В прошлом его колония подверглась нападению одного из виктимов, однако была спасена белой богиней. По этой причине, Зеро решил стать пилотом богини и обязательно той самой, что спасла его колонию.
Турику Кидзуна (яп. キズナ・トゥリーク Кидзуна Тури:ку) — навигатор Зеро. Обладает кошачьими ушами, которых стесняется и прячет под кепкой. После того как все увидели её уши, Зеро пришлось силой притащить Кидзуну назад.